# Willys-Knight
Willys-Knight foi um automóvel produzido entre 1914 e 1933 pela Willys-Overland Company de Toledo, Ohio.

## Histórico
John North Willys adquiriu a Edwards Motor Car Company de Long Island, Nova Iorque, em 1913, e transferiu sua linha de produção para Elyria, Ohio, onde possuía uma indústria que fabricava anteriormente o automóvel Garford. A produção teve início com um modelo de quatro cilindros, que foi comercializado por cerca de 2.500 dólares. O Willys-Knight utilizava um motor de combustão interna com cilindros de camisa em dois modelos: quatro e seis cilindros.
Em 1915, Willys transferiu a linha de montagem do automóvel para a cidade de Toledo, mas continuou a fabricar os motores em Elyria. Entre 1917 e 1919, foram produzidos modelos com motor V8. Após 1922, a empresa teve uma produção média de 50 mil veículos Willys-Knight por ano. Nessa época, Willys adquiriu a F. B. Stearns Company de Cleveland, Ohio, que produzia a linha de carros de luxo Stearns-Knight, fazendo da marca a joia da coroa de seu crescente império automotivo.
O Willys-Knight foi fabricado até novembro de 1932 (modelo 1933), quando a empresa, em liquidação, interrompeu a produção de veículos mais caros e passou a investir em modelos mais baratos e duráveis, como o Willys 77.
Sete veículos Willys-Knight, incluindo dois grandes caminhões e um carro de passeio, foram utilizados no safári fotográfico de Martin e Osa Johnson pelas áreas mais remotas da África.

## Modelos
| Modelo    | Período   | Cilindros | Performance    | Distância entre os eixos                    |
| --------- | --------- | --------- | -------------- | ------------------------------------------- |
| K 17      | 1915      | 4 Cil.    | 45 bhp (33 kW) |                                             |
| K 19      | 1915      | 4 Cil.    | 45 bhp (33 kW) | 3 048 mm (120,0 pol)                        |
| 4 Cil.    | 1916      | 4 Cil.    | 40 bhp (29 kW) | 2 896 mm (114,0 pol)                        |
| 6 Cil.    | 1916      | 6 Cil.    | 45 bhp (33 kW) |                                             |
| 88-4      | 1917–1919 | 4 Cil.    | 40 bhp (29 kW) | 2 896 mm (114,0 pol)                        |
| 88-6      | 1917      | 6 Cil.    | 45 bhp (33 kW) | 3 175 mm (125,0 pol)                        |
| 88-8      | 1917–1920 | 8 Cil.    | 65 bhp (48 kW) | 3 175 mm (125,0 pol)                        |
| 20        | 1920–1922 | 4 Cil.    | 48 bhp (35 kW) | 2 997 mm (118,0 pol)                        |
| 27        | 1922      | 4 Cil.    |                |                                             |
| 64        | 1923–1924 | 4 Cil.    | 40 bhp (33 kW) | 2 997 mm (118,0 pol)                        |
| 67        | 1923–1924 | 4 Cil.    | 40 bhp (29 kW) | 3 150 mm (124,0 pol)                        |
| 65        | 1925      | 4 Cil.    | 40 bhp (29 kW) | 3 150 mm (124,0 pol)                        |
| 66        | 1925–1926 | 6 Cil.    | 60 bhp (44 kW) | 3 200 mm (126,0 pol)                        |
| 70        | 1926      | 6 Cil.    | 53 bhp (39 kW) | 2 870 mm (113,0 pol)                        |
| 66 A      | 1927–1929 | 6 Cil.    | 70 bhp (51 kW) | 3 200 mm (126,0 pol) / 3 429 mm (135,0 pol) |
| 70 A      | 1927–1929 | 6 Cil.    | 53 bhp (39 kW) | 2 883 mm (113,5 pol)                        |
| 56        | 1928–1929 | 6 Cil.    | 45 bhp (33 kW) | 2 781 mm (109,5 pol)                        |
| 70 B      | 1929–1930 | 6 Cil.    | 53 bhp (39 kW) | 2 858 mm (112,5 pol)                        |
| 66 B      | 1930      | 6 Cil.    | 87 bhp (64 kW) | 3 048 mm (120,0 pol)                        |
| 6-87      | 1930      | 6 Cil.    | 45 bhp (33 kW) | 2 781 mm (109,5 pol)                        |
| 66 D      | 1931–1932 | 6 Cil.    | 87 bhp (64 kW) | 3 073 mm (121,0 pol)                        |
| 95 Deluxe | 1932      | 6 Cil.    | 60 bhp (44 kW) | 2 870 mm (113,0 pol)                        |
| 66 E      | 1933      | 6 Cil.    | 87 bhp (64 kW) | 3 073 mm (121,0 pol)                        |